# Animales fantásticos: los crímenes de Grindelwald
Animales fantásticos: los crímenes de Grindelwald es una película británico-estadounidense producida por Heyday Films y distribuida por Warner Bros., dirigida por David Yates, escrita por J. K. Rowling y protagonizada por Eddie Redmayne, Jude Law, Johnny Depp, Zoë Kravitz, Ezra Miller, Katherine Waterston, Callum Turner, Dan Fogler, Alison Sudol, Claudia Kim y Kevin Guthrie. Se estrenó el 16 de noviembre de 2018.
Es la secuela de Animales fantásticos y dónde encontrarlos, película basada en el libro de 2001 con el mismo nombre escrito por J. K. Rowling. Es la segunda entrega de la serie de Animales fantásticos y la décima en general de la franquicia que comenzó con la serie de Harry Potter.
El tráiler se publicó el 13 de marzo de 2018.

## Argumento
En 1927, el poderoso mago tenebroso Gellert Grindelwald es mantenido como prisionero en el Magicongreso Único de la Sociedad Americana (MACUSA), donde su lengua le fue quitada para evitar que convenciera a los guardias de ayudarlo a escapar. Durante su traslado a Inglaterra, es liberado por uno de sus seguidores, el Sr. Abernathy, el ex-supervisor de Tina y Queenie en la MACUSA, gracias al uso de la poción multijugos, con la que intercambian sus apariencias. Grindelwald escapa y mata a sus captores, reemplaza su lengua con la de Abernathy, y le regala una lengua nueva, la de su mascota, un chupacabras.
Tres meses después, Newt Scamander está apelando ante el Ministerio de Magia Británico para que restauren sus derechos como viajero internacional, tras haberlos perdido en la destrucción de Nueva York, durante el incidente del Obscurus. En el Ministerio se encuentra con Leta Lestrange, una vieja "amiga" del Colegio Hogwarts de Magia y Hechicería, quien está comprometida con su hermano mayor, Theseus Scamander. Durante la apelación, a Newt se le ofrece devolverle sus derechos si acepta trabajar para el Ministerio como un Auror, bajo la supervisión de su hermano. Sin embargo, Newt rechaza la oferta y el Ministerio le pide su ayuda para encontrar a Credence Barebone, quien aparentemente había sido asesinado en la ciudad de Nueva York, pero que ha sido visto de nuevo en Europa. Mientras tanto, Grindelwald ha aumentado su poder. Él y sus seguidores creen que los magos, en especial los de sangre pura, deben gobernar sobre los demás. Además, cree que Credence es el último superviviente de un largo linaje de magos sangre pura y lo busca. Newt rechaza la oferta de nuevo, y la tarea es retomada por el Auror Grimmson, trabajando en secreto para Grindelwald. Tras dejar el Ministerio, Newt se encuentra con Albus Dumbledore, entonces profesor de Hogwarts, quien le pide viajar a París para encontrar a Credence, a pesar de su prohibición de viajar al extranjero. Newt vuelve a su hogar para encontrar a Queenie y Jacob en su casa. Donde se revela que Queenie había usado una poción de amor sobre Jacob para que este accediera a casarse con ella, a pesar de la prohibición impuesta por la MACUSA de que los Magos y los No-Maj no pueden contraer matrimonio entre ellos. Tras deshacer Newt el encantamiento de Jacob, él y Queenie pelean, y ella se va para encontrar a Tina. Newt descubre que Tina está en París y accede a viajar allí a seguir la misión de Dumbledore. Jacob va con él a buscar a Queenie.
Grindelwald y secuaces también viajan a París para hallar a Credence, ya que según cree el joven Obscurus es la única persona capaz de matar a Albus Dumbledore. Credence, por su parte, está trabajando en el Circo Arcanus, el cual expone rarezas mágicas. Él y su compañera Nagini, una maledictus que puede convertirse en serpiente, escapan durante un show, liberando a los demás animales. Credence busca a su madre biológica y para ello viaja al hogar de la mujer que lo dio en adopción, pero ella revela que sólo era una sirviente de su madre. A continuación, Grimmson llega y mata a la sirvienta tratando de alcanzar a Credence.
Tina llega al circo buscando a Credence, pero en su lugar encuentra a Yusuf, un mago que también busca a Credence. Newt y Jacob llegan a París, y comienzan la búsqueda de Tina y Credence. Queenie también ha llegado a París buscando a Tina, pero es llevada a la casa donde Grindelwald se está quedando. Grindelwald aparece, y Queenie es convencida de su causa porque la ve como única posibilidad de casarse con Jacob sin peligro. Mientras tanto, Yusuf se encuentra con Newt y Jacob, y los aprisiona junto a Tina. Yusuf les explica que está buscando la historia familiar de Credence, quien posiblemente es miembro de la familia Lestrange, y que también es el último miembro superviviente de una familia de sangre pura. Yusuf debe encontrar a Credence y matarlo, o el que morirá será él. Tina, Jacob y Newt escapan, y llevan a Yusuf a una casa segura, el hogar del alquimista y amigo de Dumbledore Nicholas Flamel. Después de que Tina y Newt se vayan al Ministerio Francés de Magia, Yusuf escapa de la casa de Flamel, y este le revela a Jacob que Queenie está en el cementerio con Grindelwald, y él se va a tratar de encontrarla. 
Mientras llegan al Ministerio, Newt suplanta a Theseus, hasta que es descubierto por el propio Theseus. Newt y Tina lo atrapan y entran a los archivos del Ministerio para buscar la historia de la familia Lestrange. Leta, sospechando de su propia familia, llega también a los archivos, y descubre que han sido llevados a la tumba familiar Lestrange en el cementerio del Père-Lachaise. Leta, Tina y Newt escapan cuando les descubre la seguridad del Ministerio y llegan a la tumba Lestrange, donde encuentran a Yusuf, Nagini y Credence. Yusuf explica que él y Leta son hermanastros, dado que su madre fue secuestrada por el mago francés Corvus Lestrange (padre de Leta). Más tarde, Corvus tuvo un hijo, con otra mujer, la supuesta identidad de Credence. Yusuf había pronunciado un Juramento Inquebrantable para vengarse de Corvus: matar a quien más amaba: Yusuf debía matar a Credence o morir él mismo por el Juramento. Leta, la hija despreciada de Corvus, revela que su hermano murió mientras escapaban a América en barco: ella se sentía culpable dado que cuidaba de él, pero lo cambió por otro bebé antes de que el barco encallara y se hundiera. Tanto el bebé Corvus como la madre del otro bebé murieron ahogados.
Una puerta se abre en la tumba para revelar a Grindelwald en su búsqueda por sangres pura. Jacob también estaba en la búsqueda, tras descubrir que Queenie podría estar allí. Grindelwald comienza a explicar sus creencias: usa imágenes de la futura Segunda Guerra Mundial para explicar que los No-Maj son unos bárbaros y que solo utilizan la violencia para justificar su subyugación. Los Aurores del Ministerio llegan, incluyendo a Theseus, y Grindelwald pide a sus seguidores que desaparezcan. A continuación, Grindelwald exige a los que quedan que le juren lealtad a su causa o moriran si tratan de desafiarlo. Tanto Queenie como Credence, ambos dubitativos, se le unen, a pesar de las protestas de Jacob y Nagini, respectivamente. Leta parece jurarle lealtad, pero en realidad ataca a Grindelwald para permitir que los demás escapen. Entonces, es asesinada por Grindelwald (no sin antes soltar un "te amo" a ambos hermanos Scamander). Mientras desaparece, Grindelwald lanza un hechizo para destruir París, pero este es contenido gracias a Flamel, quien finalmente llega a tiempo de ayudar. Mientras Newt consola a Theseus por la pérdida de Leta, uno de sus nifflers (escarbato) le lleva un vial metálico que Grindelwald llevaba colgado al cuello.
Newt viaja a Hogwarts para encontrar a Dumbledore, quien le explica que el vial era para un pacto de sangre entre él y Grindelwald, el cual realizaron cuando eran jóvenes para no luchar entre ellos. Aunque inseguro, Dumbledore considera que quizás sea capaz de destruirlo. En Austria, en el castillo de Nurmengard, Grindelwald le regala una varita a Credence y le muestra que un polluelo que ha estado llevando es realmente un Fénix, que siempre acude en ayuda de los Dumbledore, y le revela a Credence que su verdadero nombre es Aurelius Dumbledore.

## Reparto
- Eddie Redmayne como Newt Scamander; un magizoólogo británico, introvertido, tierno y excéntrico, y autor del libro de texto Animales fantásticos y dónde encontrarlos.
- Katherine Waterston como Porpentina "Tina" Goldstein; una Aurora recién reintegrada que trabaja para el Congreso Mágico de los Estados Unidos de América (MACUSA).
- Alison Sudol como Queenie Goldstein; hermana menor de Porpentina y también empleada del Congreso Mágico de los Estados Unidos de América (MACUSA) y que está en una relación romántica con Jacob Kowalski, además de una practicante de la legeremancia, lo que le da la habilidad de saber lo que otras personas están pensando.
- Ezra Miller como Credence Barebone, un Obscurus en busca de sus orígenes. Al final de la película se revela que aparentemente es pariente de Albus Dumbledore, ya que nació con el nombre de Aurelius Dumbledore.
- Dan Fogler como Jacob Kowalski; un No-Maj (término estadounidense para referirse a un muggle) dueño de una panadería y que está en una relación romántica con Queenie Goldstein.
- Carmen Ejogo como Serafina Picquery, la presidenta del Congreso Mágico de los Estados Unidos de América (MACUSA).
- Johnny Depp como Gellert Grindelwald; el mago tenebroso más poderoso de todos los tiempos, mucho antes de la aparición de Tom Riddle décadas más tarde. En su juventud fue amigo de Albus Dumbledore.
- Zoë Kravitz como Leta Lestrange; bruja que mantuvo algún tipo de relación con Newt Scamander; actualmente trabaja como asistente de Travers en el Ministerio de Magia Británico y es la prometida de Theseus Scamander. En la película anterior sólo aparece en una fotografía.
- Jude Law como Albus Dumbledore; profesor de Defensa Contra las Artes Oscuras en Hogwarts y futuro director del colegio.
- Callum Turner como Theseus Scamander; hermano mayor de Newt y Jefe de la Oficina de Aurores del Ministerio de Magia Británico.
- Claudia Kim como Nagini; una Maledictus y joven artista que trabaja en el circo mágico Skender. A causa de su maldición, puede transformarse en serpiente, la cual años después estaría al servicio de lord Voldemort para ser uno de sus Horrocruxes.
- William Nadylam como Yusuf Kama, un mago francés que busca a Credence para cumplir con su juramento.
- Ingvar Sigurdsson como Grimmson, un cazarrecompensas del Ministerio de Magia Británico, en secreto un seguidor de Grindelwald.
- Ólafur Darri Ólafsson como Skender, director del circo mágico.
- Kevin Guthrie como Abernathy, era el jefe de Tina y Queenie en el Congreso Mágico de los Estados Unidos de América (MACUSA), ahora es un fiel Acolito de Grindelwald a quien ayudó a escapar de la justicia.
- Brontis Jodorowsky como Nicolas Flamel, amigo y colaborador de Dumbledore, reconocido por ser el único alquimista en haber creado la piedra filosofal, aparecida en el primer libro de la serie de Harry Potter.
- David Sakurai como Krall, un Acolito de Grindelwald que desconfía de su plan.
- Wolf Roth como Spielman, un mago alemán que es Jefe de encarcelamiento en la Confederación Internacional de Magos.
- Victoria Yeates como Bunty, fiel asistente de Newt Scamander.
- Derek Riddell como Torquil Travers, Jefe del Departamento de Aplicación de la Ley Mágica del Ministerio de Magia Británico.
- Poppy Corby-Tuech como Vinda Rosier, bruja francesa y fiel Acolita de Grindelwald.
- Danielle Hagues como Irma Dugard.
- Cornell S. John como Arnold Guzmán, emisario estadounidense ante la Confederación Internacional de Magos en 1927.
- Jessica Williams como Eulalie Hicks, aliada de Dumbledore y profesora de Encantamientos en la Escuela Ilvermorny de Magia y Hechicería.
- Fiona Glascott como la joven Minerva McGonagall.

## Producción

### Desarrollo
En octubre de 2014, Warner Bros. Pictures anunció que la serie de Animales fantásticos sería al menos una trilogía, con la primera entrega programada para ser estrenada el 18 de noviembre de 2016, seguida de la segunda entrega el 16 de noviembre de 2018 y la tercera entrega el 20 de noviembre de 2020. Poco después, David Yates confirmó que dirigiría al menos la primera parte de la serie.
En julio de 2016, Yates confirmó que J. K. Rowling había escrito el guion de la segunda película y que ya tenía ideas para una tercera. Yates habló con Entertainment Weekly sobre la segunda película, diciendo: «Hemos visto el guion de la segunda parte, para la segunda película, que lleva la historia en una dirección completamente nueva; como es lógico, [Rowling] no querrá repetirse. La segunda película presenta nuevos personajes a medida que construye esta parte del universo de Harry Potter. Es un desarrollo muy interesante desde donde comenzamos. El trabajo se está derramando constantemente de ella». En octubre de 2016, se informó que la serie de películas Animales fantásticos comprendería cinco películas, con la segunda cinta tomando lugar en otra capital mundial, ya que la primera se situó en Nueva York, y también se confirmó que Eddie Redmayne volvería a interpretar el papel principal de Newt Scamander en todas las películas. Yates también confirmó que regresaría para dirigir la secuela con los productores Rowling, David Heyman, Steve Kloves y Lionel Wigram.

### Preproducción
Se esperaba que Zoë Kravitz regresara en la secuela en un papel «más sustancioso» después de interpretar un pequeño rol en la primera película. El 1 de noviembre de 2016, Deadline.com informó que Johnny Depp se había unido a la película para un papel no especificado, que luego se reveló como Gellert Grindelwald, para el cual también filmó un pequeño papel en la primera película pero teniendo un rol más grande en la continuación. El director David Yates reveló que el personaje de Albus Dumbledore estaría de vuelta en la película, pero que sería interpretado por un actor más joven, no Michael Gambon, y también reveló que la segunda película se desarrollaría en el Reino Unido y en París. Un número de actores de renombre, como Christian Bale, Benedict Cumberbatch, Mark Strong y Jared Harris fueron considerados para el papel. Poco más tarde, Yates reveló que dirigiría las cinco películas y dijo: "Me encanta hacer películas, y tengo un gran equipo, todos son como una familia". Además, James Newton Howard reveló en una entrevista con Forbes que volvería a componer la banda sonora para la secuela.
En enero de 2017, se informó que Ezra Miller se estaba preparando para rodar la secuela, lo que confirmó que volvería como Credence Barebone. En abril, se confirmó que Jude Law había sido elegido para el papel de Albus Dumbledore en la época en que era profesor de Defensa contra las artes oscuras en Hogwarts. El 21 de abril de 2017, Callum Turner se unió al elenco como el hermano mayor de Newt Scamander, Theseus. El 3 de julio de 2017, se reveló el comienzo del rodaje y el resto del elenco, el cual incluyó a Claudia Kim, William Nadylam, Ingvar Sigurdsson, Ólafur Darri Ólafsson y Kevin Guthrie, entre otros, así como una sinopsis de la trama. El 22 de septiembre de 2017, David Sakurai fue elegido para interpretar a Krall, uno de los secuaces ambiciosos y malhumorados de Grindelwald. El 5 de octubre de 2017, se anunciaron varios otros cástines, incluyendo a Brontis Jodorowsky en el papel de Nicolas Flamel y a Jessica Williams en un rol no revelado.

### Filmación
El rodaje comenzó el 3 de julio de 2017, en los estudios Leavesden, de Warner Bros. Según los informes, Jude Law terminó de filmar sus escenas como Dumbledore en septiembre de 2017.

### Música
James Newton Howard confirmó en noviembre de 2016 que volvería a componer la música de Animales fantásticos: Los crímenes de Grindelwald luego de trabajar en la banda sonora de la primera película.

## Lanzamiento
La película fue estrenada por Warner Bros. Pictures el 15 de noviembre de 2018. La película se proyectó en IMAX, IMAX 3D y 2D.

## Recepción crítica
Animales fantásticos: Los crímenes de Grindelwald ha recibido reseñas mixtas a negativas por parte de la crítica especializada y mixtas a positivas por parte de la audiencia. En el sitio web especializado Rotten Tomatoes, la película posee una aprobación de 38%, basada en 268 reseñas, con una calificación de 5.3/10, mientras que de parte de la audiencia tiene una aprobación de 62%, basada en 10 965 votos, con una calificación de 3.5/5.
El sitio web Metacritic le ha dado a la película una puntuación de 53 de 100, basada en 47 reseñas, indicando "reseñas mixtas". Las audiencias encuestadas por CinemaScore le han dado a la película una "B+" en una escala de A+ a F, mientras que en el sitio IMDb los usuarios le han dado una calificación de 6.9/10, sobre la base de 83 638 votos. En la página FilmAffinity la cinta tiene una calificación de 6.0/10, basada en 5699 votos.

## Secuela
Inicialmente, en octubre de 2014, el estudio anunció que habría una tetralogía de Animales fantásticos. En julio de 2016, David Yates confirmó que Rowling había escrito el guion de la segunda película y que tenía ideas para una tercera. Según un anuncio oficial, la tercera película de la trilogía se anunció para el 20 de noviembre de 2020, pero debido a la inconformidad por parte de varios fanes de la franquicia por la alteración en la cronología del universo de la franquicia que se vio en la segunda entrega, Rowling decidió trabajar de nuevo en el guion, atrasando su lanzamiento oficial para el 12 de noviembre de 2021 e iniciando las grabaciones para inicios del 2020. En octubre de 2016, Rowling confirmó que la serie finalmente comprendería cinco películas en lugar de tres.

## Polémica
Tras mostrarse las primeras imágenes de la película en noviembre de 2017, varios seguidores de la franquicia publicaron comentarios acerca del disgusto que les producía el hecho de que Johnny Depp siguiera interpretando al villano de la cinta. Se basaban en la denuncia hacia el actor por parte de su exesposa, la actriz Amber Heard, quien aseguraba haber sido víctima de malos tratos por parte del actor. El equipo técnico de la película defendió a Depp, asegurando que "es un gran profesional" y que ellos sólo podían afirmar que era "una gran persona". El 6 de noviembre de 2020, Johnny Depp a través de un comunicado oficial en Instagram, anunció su salida oficial de la franquicia de Animales Fantásticos, debido a que el equipo de Warner Bros. solicitó su renuncia, acción que él aceptó. Horas después, Warner Bros. confirmó el despido de Depp, así como el cambio de actor para el papel de Grindelwald, moviendo la fecha de estreno de la tercera película a verano de 2022.
Tras muchos rumores sobre quién interpretaría a Gellert Grindelwald tras la salida de Johnny Depp, el 25 de noviembre de 2020 se anunció oficialmente que el actor Mads Mikkelsen sería el encargado de interpretarlo hasta el final de la franquicia.